# Papá Navidad
Papá Navidad (título original: Feliz NaviDAD) es una película estadounidense de drama y familiar de 2020, dirigida por Melissa Joan Hart, escrita por Aliza Murrieta y Peter Murrieta, musicalizada por Danny Lux, en la fotografía estuvo Ryan Galvan y los protagonistas son Mario Lopez, AnnaLynne McCord y Paulina Chávez, entre otros. El filme fue realizado por Roberts Media. y Synthetic Cinema International; se estrenó el 21 de noviembre de 2020.

## Sinopsis
David, es padre, pero no tiene ninguna relación amorosa, mediante una aplicación de citas conoce a Sophie, que no vive en la ciudad. Ella solamente está en la ciudad mientras se encuentra de vacaciones, pactan una "cita de prueba", tal vez se terminen enamorando.